# (8338) Ralhan
(8338) Ralhan est un astéroïde de la ceinture principale.

## Description
(8338) Ralhan est un astéroïde de la ceinture principale. Il fut découvert le 27 mars 1985 à Brorfelde par l'Observatoire de Copenhague. Il présente une orbite caractérisée par un demi-grand axe de 2,26 UA, une excentricité de 0,19 et une inclinaison de 8,0° par rapport à l'écliptique.

## Compléments